# Célula polar

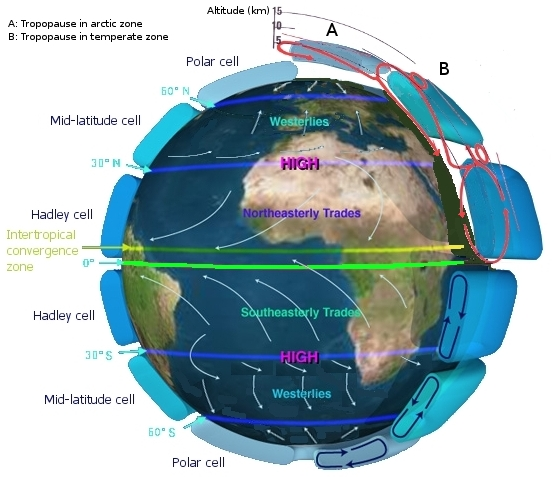
Circulação Global da Terra na atmosfera terrestre. A célula de Hadley subtropical, a célula de Ferrell (média latitude) e a célula polar.

As células polares são fenômenos atmosféricos que se formam na região dos polos.
A subsidência nas proximidades dos pólos produz uma corrente superficial em direção ao equador, que é desviada, formando os ventos polares de leste, em ambos os hemisférios.
O encontro dos ventos polares que se movem para o equador com a corrente de oeste de baixas latitudes (quentes) forma as frentes polares.